# Río Macquarie
El río Macquarie, un curso de agua que forma parte de la cuenca de captación Macquarie-Barwon dentro de la cuenca Murray-Darling, es uno de los principales ríos interiores de Nueva Gales del Sur, Australia.
El río nace en las tierras altas centrales de Nueva Gales del Sur, cerca de la ciudad de Oberon, y recorre en general el noroeste, pasando por las ciudades de Bathurst, Wellington, Dubbo, Narromine y Warren, hasta llegar a los pantanos de Macquarie. Las marismas de Macquarie desembocan en el río Darling a través del curso inferior del río Barwon.
El lago Burrendong es un gran embalse con capacidad de 1.190.000 megalitros situado cerca de Wellington que embalsa las aguas del río Macquarie y sus afluentes, el río Cudgegong y el río Turon, para controlar las inundaciones y el riego. 
El río fue documentado por primera vez para la Corona británica cerca de Bathurst por el explorador europeo, George Evans en 1812 sin embargo el pueblo Wiradjuri había vivido del río durante generaciones, George Evans nombró al río en honor del Teniente-Coronel Lachlan Macquarie, que sirvió como el último gobernador autocrático de la Colonia de Nueva Gales del Sur, de 1810 a 1821.

## Geografía
Desde su origen, el río Macquarie recorre 960 kilómetros y desciende unos 517 metros a lo largo de su recorrido. El lago Burrendong, de 346 metros, es la única presa a lo largo del río. La presa de Windamere, en el río Cudgegong, se explota conjuntamente con la de Burrendong.

### Afluentes
Varios ríos y arroyos desembocan en el río Macquarie, con la siguiente elevación descendente:
| Afluente                   | Elevación en la unión |
| -------------------------- | --------------------- |
| Fish River                 | 670 metros            |
| Arroyo de la Reina Carlota | 655 metros            |
| Río Winburndale            | 484 metros            |
| Río Turon                  | 406 metros            |
| Arroyo Tambaroora          | 398 metros            |
| Arroyo Pyramul             | 360 metros            |
| Arroyo Curragurra          | 351 metros            |
| Río Cudgegong              | 342 metros            |
| Arroyo Triamble            | 342 metros            |
| Arroyo Wuuluman            | 302 metros            |
| Río Bell                   | 286 metros            |
| Río Little                 | 271 metros            |
| Arroyo Wambangalong        | 265 metros            |
| Arroyo Cumboogle           | 263 metros            |
| Río Talbragar              | 257 metros            |
| Arroyo Mogriguy            | 257 metros            |
| Arroyo Whylandra           | 255 metros            |
| Arroyo Coolbaggie          | 246 metros            |
| Arroyo Brummagen           | 239 metros            |
| Arroyo Gin Gin             | 217 metros            |
| Arroyo Greenhide           | 209 metros            |
| Arroyo Bulla Bulla         | 202 metros            |
| Five Mile Cowal            | 187 metros            |
| Marebone Break             | 184 metros            |
| Arroyo Bulgeraga           | 179 metros            |
| Oxley Break                | 171 metros            |

### Comunidades y cruces de puentes a lo largo del río
| Localización | Nombre del puente                               | Observaciones/uso | Imagen | Notas         |
| ------------ | ----------------------------------------------- | --- | ------ | ------------- |
| Bathurst     | Puente ferroviario, línea principal occidental  | Este puente sirvió a las líneas ferroviarias Main Western y Broken Hill desde 1876 hasta aproximadamente 2005. El puente de vigas de celosía de hierro forjado se construyó según el diseño de John Whitton, el ingeniero jefe de los ferrocarriles del Gobierno de Nueva Gales del Sur, y está inscrito en el Registro del Patrimonio de Nueva Gales del Sur. Los puentes ferroviarios de Wellington y Dubbo (véase más abajo) tienen el mismo diseño. Un puente de vigas de hormigón sustituyó al de 1870 hacia 2005. |        |               |
| Bathurst     | Puente de Evans, Great Western Hwy              | Un paso de carretera y peatonal para la Great Western Highway/Sydney Road. El puente Evans es la principal vía de tráfico de Bathurst que cruza el río Macquarie y une el distrito comercial central con Kelso y, por tanto, con Sydney. |        |               |
| Bathurst     | Puente de Denison                               | Construido entre 1869 y 1870, este puente sustituyó a otro situado en el mismo lugar que fue arrastrado por las inundaciones de 1867. Es el segundo puente de cerchas metálicas más antiguo que queda en Nueva Gales del Sur y ahora solo sirve para el tráfico peatonal. |        |               |
| Bathurst     | Puente Gordon Edgell                            | Un puente peatonal y de carretera de bajo nivel, al norte de George Street, este puente está a menudo sujeto a inundaciones localizadas. |        |               |
| Bathurst     | Puente Rankens, Eglinton                        | Construido hacia 1856 para dar servicio al tráfico rodado, según un diseño del Sr. George Ranken y financiado con su apoyo. Fue dañado en las inundaciones de 1867, pero posteriormente fue restaurado. El puente restaurado fue desmantelado y se construyó un nuevo puente de hormigón unos cientos de metros río abajo, justo antes de las inundaciones de 1998. Un pilar del antiguo puente sigue en pie. |        | [ 5 ] [ 6 ]   |
| Wellington   | Puente de carretera, Mitchell Hwy               | Uno de los tramos del puente anterior se derrumbó en febrero de 1989 debido a que un camión dañó una viga. Los ingenieros del 17.º Escuadrón de Construcción del Ejército instalaron un puente provisional de pontones unos 500 metros río abajo, que se utilizó hasta que se completó el puente actual en 1991. |        | [ 7 ] [ 8 ]   |
| Wellington   | Puente temporal de pontones, autopista Mitchell | Puente Flotante de Asalto Ligero (LAFB) construido en 1989 por zapadores de la 9.ª Tropa, 17 Escuadrón de Construcción en Wellington NSW; Comandante de la Tropa Teniente Andrew Stanner. |        |               |
| Wellington   | Puente ferroviario, línea principal occidental  | Inaugurado en 1881 y construido con el mismo diseño de John Whitton que los puentes ferroviarios de Bathurst y Dubbo. |        |               |
| Geurie       | Puente Scabbing Flat                            | Se trata de un puente de celosía de madera de tipo Dare, que se terminó de construir en 1911 y que sólo sirve para el tráfico rodado. |        | [ 9 ]         |
| Dubbo        | Rawsonville Bridge                              | Se trata de un puente de celosía de madera de tipo Dare que se terminó de construir en 1916 y que sólo sirve para el tráfico rodado. |        |               |
| Dubbo        | Puente ferroviario de Dundullimal               | Inaugurado en 1925 como parte del ferrocarril de bucle de Molong a Dubbo. |        | [ 10 ]        |
| Dubbo        | Puente LH Ford, Mitchell Hwy                    | Este puente se terminó de construir en 1970 y sustituyó al puente Albert, que originalmente funcionaba como puente de peaje, era de madera y tenía tres arcos. El puente L H Ford es la principal vía de tráfico de Dubbo que cruza el río Macquarie y une el distrito comercial central con el oeste de Dubbo. Ofrece acceso tanto rodado como peatonal. |        | [ 11 ] [ 12 ] |
| Dubbo        | Puente Emile Serisier, Newell Hwy               | Un puente de bajo nivel construido para la autopista Newell para evitar el centro de la ciudad de Dubbo. |        |               |
| Dubbo        | Puente ferroviario, línea principal occidental  | Terminado en 1882 según un diseño estándar del ingeniero jefe de ferrocarriles, John Whitton. El mismo diseño se utilizó para los puentes ferroviarios de Bathurst y Wellington sobre el Macquarie (véase más arriba). |        |               |
| Dubbo        | Puente Troy                                     | Situado al norte de Dubbo |        | [ 13 ]        |
| Trangie      | Puente Gin Gin                                  | Un puente de cerchas Callendar-Hamilton estándar, prefabricado en Inglaterra para el entonces Departamento de Carreteras Principales. El puente de 101 metros (331,4 pies) se inauguró en febrero de 1963. |        |               |
| Warren       | Puente Sturt                                    | |        | [ 14 ]        |
| Warren       | Puente Bells                                    | |        |               |

## Captación
El sistema Macquarie cubre un área de más de 74 kilómetros cuadrados (28,6 mi²) . Más del 72% de la tierra es plana, con un 17% adicional ondulado a montañoso. El resto es empinado a montañoso, elevándose progresivamente a elevaciones superiores a 900 metros (984,3 yd) . Al este, el límite está formado por la Gran Cordillera Divisoria . Este límite se extiende desde cerca de Oberon en el sur hasta Coolah en el norte. Una cresta bien definida se extiende al noroeste de la Gran Cordillera Divisoria por alrededor de 400 kilómetros (248,5 mi), entonces el límite gira hacia el norte.
Desde Bathurst, cerca de la formación del río, pasa por las siguientes áreas geográficas:
- Las llanuras de Bathurst, país ondulado de 700 metros de altitud rodeado de altas mesetas por todos lados. Incluye una extensa llanura aluvial alrededor de Bathurst
- Pasada la meseta de Hill End, donde se une desde el este con el río Turon, el río drena una meseta que se extiende desde cerca de Portland hasta Sofala. La altitud es de unos 1.100 metros en el sur y de 700 metros en el norte. En esta zona predominan las laderas escarpadas.
- En la presa de Burrendong, el río Macquarie se une desde el este con el río Cudgegong, que nace en las colinas alrededor de Rylstone con una elevación general de alrededor de 700 m.
- a través de Wellington y Dubbo, donde el río se une a los ríos Bell y Little. El río Bell nace en un terreno entre llano y ondulado de la meseta de Orange, que tiene una altitud general de 900 metros, siendo el punto más alto el extinto pico volcánico del monte Canobolas, a unos 1.400 metros. Entre Wellington y Dubbo hay extensas zonas llanas.
- Al norte de Dubbo, el río Talbragar se une al Macquarie. El Talbragar es el afluente más importante aguas abajo. Este río nace en una zona montañosa en la confluencia de la Great Dividing Range y los montes Liverpool. El país por el que discurre el Talbragar es amplio y llano, bordeado por colinas onduladas que se dispersan a medida que el río se acerca a Dubbo.
- Al norte de Dubbo, el río atraviesa llanuras que fluyen hacia el noroeste a través de Narromine y Warren. Una compleja serie de arroyos efluentes conecta los ríos Macquarie, Darling y Bogan.
- Los pantanos del Macquarie se encuentran al final del canal del río propiamente dicho. Cerca de Carinda, el Macquarie se une al arroyo Marthaguy, que drena un área de 6.500 kilómetros cuadrados y transporta el agua de los ríos Macquarie y Castlereagh durante las inundaciones.

### Lluvia
Las precipitaciones varían en la cuenca del río Macquarie. Por lo general, las cumbres y las mesetas reciben mayores precipitaciones debido a los efectos de sombra de las cordilleras circundantes. La zona de la Gran Cordillera Divisoria recibe una precipitación media anual de entre 750 milímetros y 900 milímetros. Estas precipitaciones se distribuyen de manera relativamente uniforme a lo largo del año. En los lugares en los que las rupturas de la Cordillera Divisoria permiten la intrusión de corrientes de aire húmedo del este hacia el interior, se producen precipitaciones medias anuales de 750 milímetros o más hacia el oeste. Más al noroeste, en la zona de Castlereagh y en la parte media de los valles del Macquarie, la precipitación media anual es de 300 milímetros a 400 milímetros.
Las precipitaciones pueden variar drásticamente a lo largo de varios años. Por ejemplo, los registros muestran una variación de >200% a <50% de la cifra media anual. La evaporación varía desde menos de 1.000 milímetros al sureste de Bathurst hasta más de 2.000 milímetros en Bourke.

## Historia

### Historia aborigen
Los wiradjuri son los habitantes originales de la zona que incluye la cuenca del río Macquarie. Los wiradjuri conocían el río como Wambool, que significa "río sinuoso". El célebre guerrero wiradjuri Windradyne procedía de la zona alta del río Macquarie, y fue herido de muerte por un disparo tras una cacería de hombres encargada por la corona en 1829. Cerca de Carinda, entre el río Macquarie y Marra Creek, se encontró la evidencia más antigua del mundo de la fabricación de pan (aproximadamente 30.000 años) en un antiguo lago conocido como Cuddie Springs.

### Historia europea
Los europeos vieron por primera vez el curso superior del río Macquarie en 1813 y lo bautizaron en honor del entonces gobernador de la colonia de Nueva Gales del Sur, el teniente coronel (más tarde general de división) Lachlan Macquarie. En 1813, el explorador y topógrafo George Evans escribió en su diario:
30 de noviembre de 1813: He llegado por fin a la cresta que tanto deseaba después de caminar unas 2 millas, donde tenía una perspectiva hacia el norte a gran distancia; una niebla surge de una parte que supongo que es un río o una gran laguna a unas 20 millas de distancia; y el 9 de diciembre de 1813: He llamado a la corriente principal "Río Macquarie".
Dos años más tarde, el gobernador Macquarie inspeccionó el país que rodea Bathurst y el río Macquarie y escribió el 10 de junio de 1815, a su regreso a la Casa de Gobierno en Sydney: A la distancia de siete millas desde el puente sobre el río Campbell, se abren a la vista las llanuras de Bathurst, que presentan una rica extensión de terreno de campaña de 11 millas de longitud, delimitada a ambos lados por colinas suavemente ascendentes y muy hermosas, escasamente arboladas. El río Macquarie, constituido por la confluencia de los ríos Fish y Campbell, toma un curso sinuoso a través de las llanuras, que puede ser fácilmente rastreado desde las tierras altas adyacentes por el particular verdor de los árboles de su orilla, que son igualmente los únicos árboles en toda la extensión de las llanuras. La superficie llana y despejada de estas llanuras les da a primera vista un aspecto muy parecido al de las tierras en estado de cultivo. Es imposible contemplar esta grandiosa escena sin un sentimiento de admiración y sorpresa, mientras que el silencio y la soledad, que reinan en un espacio de tal extensión y belleza que parece diseñado por la naturaleza para la ocupación y la comodidad del hombre, crean un grado de melancolía en la mente que puede ser más fácil de imaginar que de describir.
En 1817 y 1818, el explorador John Oxley recibió el encargo de explorar el curso de los ríos Lachlan y Macquarie, respectivamente. En su diario, publicado en 1820, Oxley describió la confluencia de ambos ríos:
El río en el valle de Wellington se había hinchado por las últimas lluvias, hasta el punto de que el agua por debajo de su confluencia con el Macquarie estaba bastante descolorida. Debido a la finura del suelo, la lluvia había ablandado mucho el terreno, dificultando el desplazamiento de los caballos..... Nuestra jornada transcurrió en general por una zona boscosa abierta, con ricas llanuras a ambos lados del río .... El río tenía muchos tramos hermosos, que se extendían en líneas rectas de una a tres millas, y de una anchura correspondiente. Los rápidos, aunque frecuentes, no ofrecían ningún obstáculo importante para las embarcaciones. La corriente en los tramos largos era apenas perceptible .... El río se expandía en hermosos tramos, con gran profundidad de agua, y de doscientos a trescientos pies de ancho, literalmente cubiertos de aves acuáticas de diferentes tipos: los planos más ricos bordeaban el río, aparentemente más extensos en el lado sur. La vasta masa de agua que este río debe contener en tiempos de crecida está confinada dentro de las riberas exteriores..... Los árboles eran del tipo eucalipto (manzano), y en las colinas se veían algunos callitris macrocarpa [Nota: Callitr. Vent decad.] .... El lecho principal del río estaba muy contraído, pero era muy profundo, las aguas se extendían hasta la profundidad de un pie o dieciocho pulgadas sobre las orillas, pero todas corrían en el mismo punto de rumbo. Después de avanzar unas veinte millas, perdimos la tierra y los árboles: el canal del río, que se extendía a través de los juncos, y tenía de uno a tres pies de profundidad, corría hacia el norte. Esto continuó durante tres o cuatro millas más, cuando a pesar de que no había habido ningún cambio previo en la anchura, profundidad y rapidez de la corriente durante varias millas, y yo era optimista en mis expectativas de entrar pronto en el largamente buscado mar australiano, todo el tiempo eludió nuestra persecución extendiéndose en cada punto desde el noroeste al noreste, entre el océano de juncos que nos rodeaba, todavía corriendo con la misma rapidez que antes. No había ningún canal entre esos juncos, y la profundidad variaba de tres a cinco pies. Este asombroso cambio (porque no puedo llamarlo una terminación del río), por supuesto no me dejó otra alternativa que tratar de regresar a algún lugar, en el cual pudiéramos efectuar un desembarco antes de la oscuridad.... Afirmar positivamente que nos encontrábamos en la orilla del lago o mar en el que desemboca esta gran masa de agua, podría considerarse razonablemente como una conclusión que no tiene más base que la conjetura; pero si se permite aventurar una opinión a partir de las apariencias reales, la mía está decididamente a favor de que nos encontramos en las inmediaciones de un mar interior o lago, muy probablemente un banco de arena, y que se está llenando gradualmente por inmensas deposiciones de las tierras más altas, dejadas por las aguas que desembocan en él. Es muy singular que las tierras altas de este continente parezcan estar confinadas a la costa del mar, o que no se extiendan a gran distancia de ella.

En 1828, el explorador Charles Sturt recibió el encargo de determinar "los límites de la Colonia" siguiendo el río Macquarie "con el propósito expreso de averiguar la naturaleza y la extensión de la cuenca en la que se supone que cae el Macquarie, y si existe alguna conexión entre éste y los arroyos que caen hacia el oeste". Navegando por los pantanos (que más tarde fueron bautizados en honor de Lachlan Macquarie), Sturt fue el primer europeo que visitó el río Darling, llamado así en honor del general Ralph Darling.

## Administración del agua

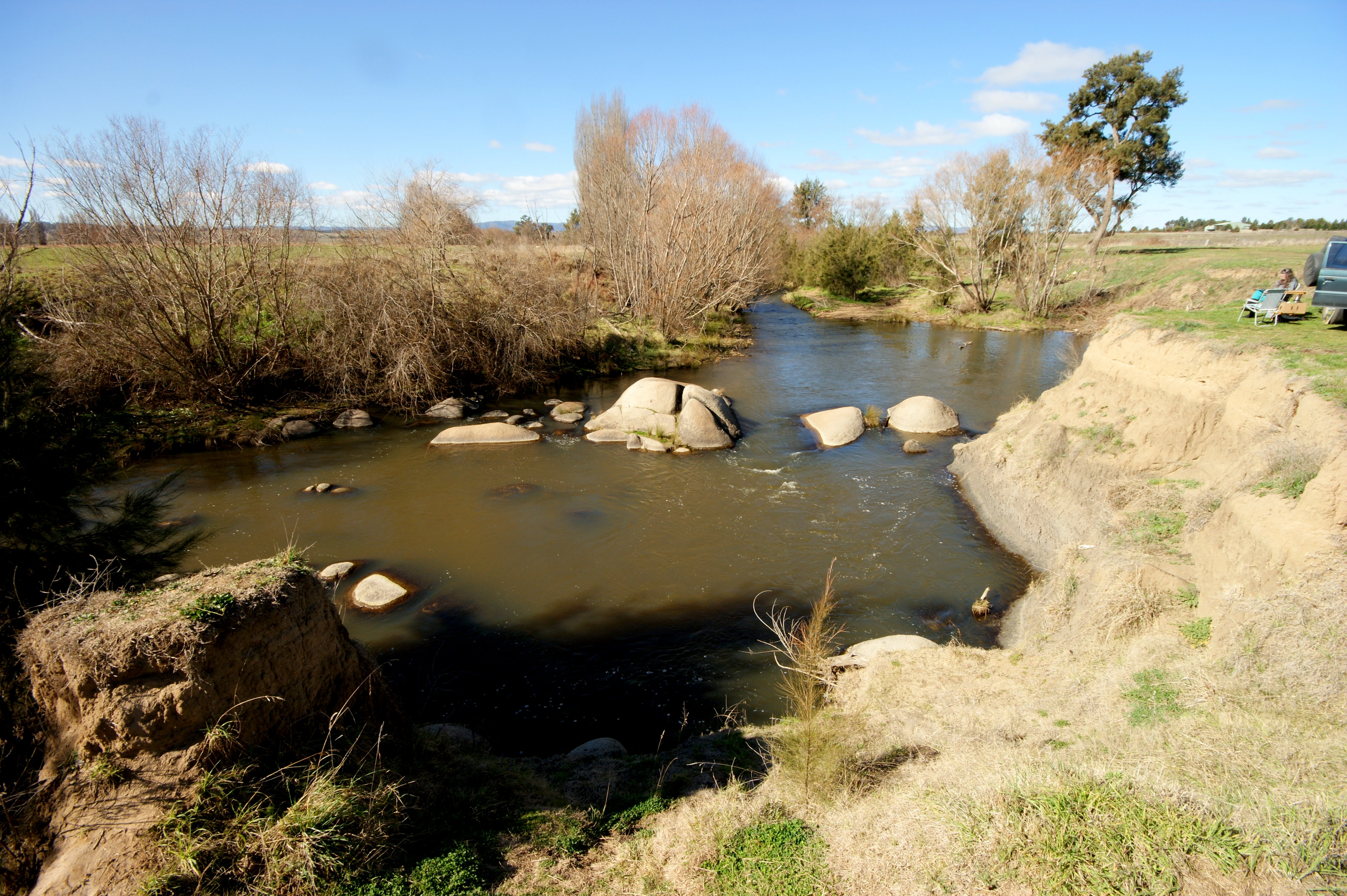
El río Macquarie, no lejos de su nacimiento, cerca de Bathurst

### Riego
La cuenca del río Macquarie es una zona de gestión del agua regulada que incluye el riego privado y varios sistemas de riego públicos situados en Narromine - Trangie, Buddah Lakes, Tenandra, Trangie - Nevertire, Nevertire y Marthaguy.

### Inundaciones

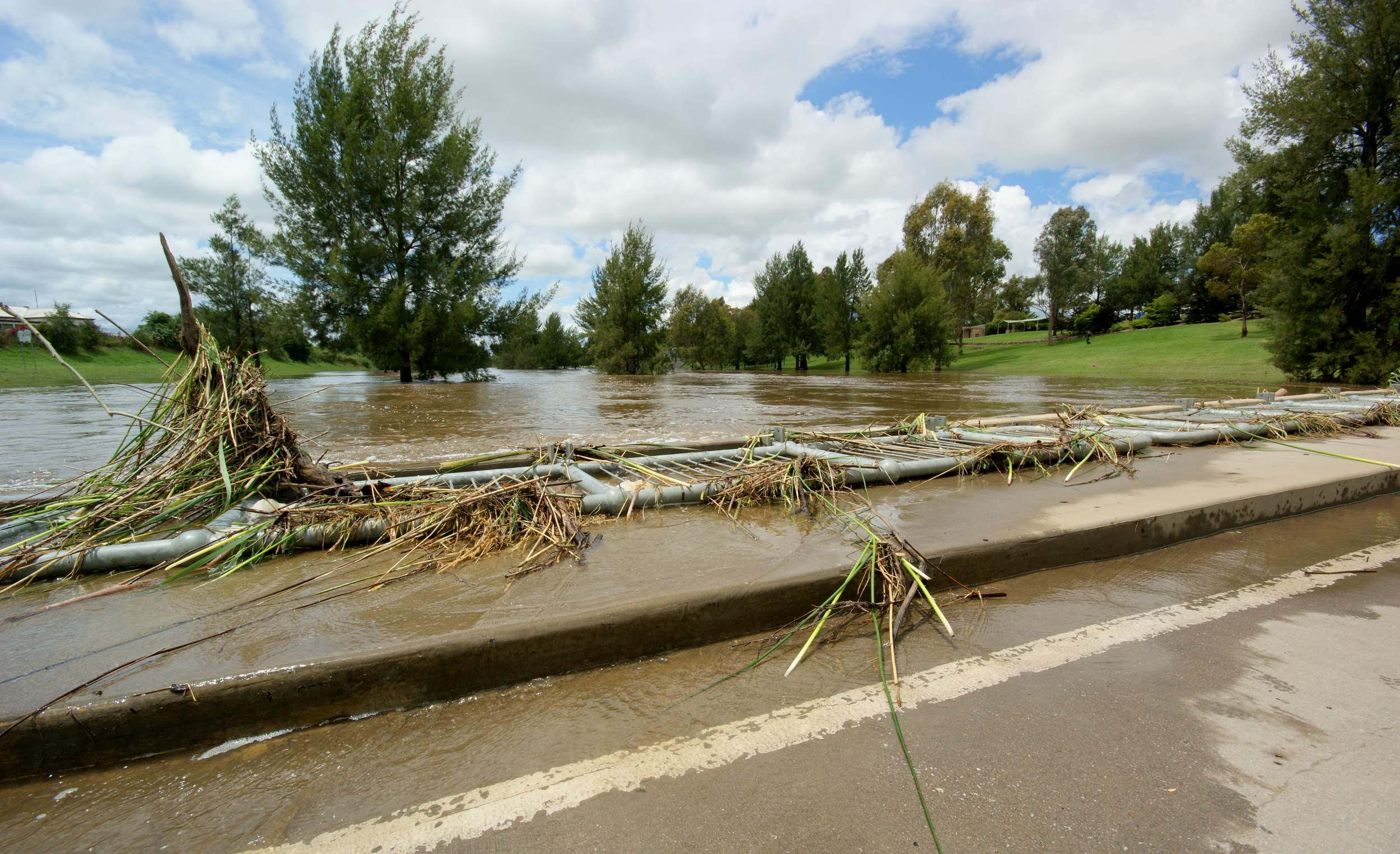
Escombros de la inundación en el puente Gordon Edgell, Bathurst en enero de 2011

El río Macquarie tiene un historial de inundaciones. A continuación se enumeran algunos sucesos significativos. Cuando las  inundaciones son grandes el agua puede pasar por los pantanos de Macquarie y llegar al sistema fluvial de Barwon-Darling aguas arriba de Brewarrina.
- 1867 - las devastadoras inundaciones arrastraron el primer puente Denison en Bathurst  y también los escombros dañaron el puente Ranken
- 1955 - graves inundaciones del río Macquarie entre otros sistemas fluviales
- 1979 - fuertes inundaciones en los tramos bajos del río[25]
- 1986 - graves inundaciones localizadas en Bathurst[26]
- 1990 - graves inundaciones localizadas en Bathurst[26]
- 1998 - hubo una gran inundación que afectó al cultivo de algodón y hortalizas. Bathurst se vio gravemente afectada[26]
- 2010 - en noviembre/diciembre se produjeron importantes inundaciones en la parte baja del río Macquarie tras fuertes lluvias en todo el este de Australia[27][28]
- 2016 - En agosto y septiembre se produjeron inundaciones de moderadas a importantes a lo largo de todo el río.

## Ocio
Las actividades recreativas son populares a lo largo del río, especialmente en las comunidades por las que pasa.
- Pesca – Se pueden capturar las siguientes especies de peces de agua dulce: trucha marrón, carpa, bagre de cola de anguila, perca dorada, bacalao del Murray, trucha arco iris, aleta roja, perca plateada, bacalao trucha y cangrejos .[29]
- Lago Burrendong – una gran presa muy popular entre los entusiastas de los deportes acuáticos. Las actividades incluyen esquí, motos de agua, vela y paseos en bote en general.
- Parques – en Bathurst a lo largo de la orilla del río se encuentra el Parque Bi-Centenario. Este parque se utiliza con fines recreativos, picnics, eventos, paseos en bicicleta, etc. En Warren, Macquarie Park, cerca de Burton St, tiene jardines formales de estilo inglés y un monumento en honor a Oxley y Sturt, quienes trazaron el curso del río Macquarie. Oxley acampó cerca de Warren en 1818 y se conmemora además con el nombramiento de Oxley Park al otro lado del río. Sturt pasó justo al noreste en 1828 y el puente sobre el río lleva su nombre. Cientos de gálagos se posan en los eucaliptos rojos al atardecer. El adyacente Red River Gum Walk sigue la ribera del río hasta llegar a un eucalipto de 500 años de antigüedad adyacente al Warren Hole, una charca natural y permanente que en su día se utilizaba para nadar y pescar.[15]

## Otras lecturas
- "An anonymous widow" (1902). Bathurst in the 1830s (PDF). Bathurst, Australia: The Bathurst Times. (enlace roto disponible en Internet Archive; véase el historial, la primera versión y la última).

- Datos: Q621609
- Multimedia: Wambuul - Macquarie River / Q621609